# Вербалізація
Вербалізація (лат. verbalis — словесний) — процес словесного вираження. Також — створення мовних зворотів або формулювань.
Іноді розуміється як процес перетворення в слова зорових образів або перетворення «сновидячого» мислення первинних процесів в словесне мислення свідомості.
Психоаналіз являє собою спробу вербалізувати невербалізоване, оскільки його зміст — неусвідомлена психічна діяльність — є невербальною за своєю суттю, а вербальні формулювання тільки перекручують його.
Вербалізація у психології розуміється як перехід суб'єктивних явищ в слова зовнішньої або внутрішньої мови як результат взаємодії першої і другої сигнальних систем дійсності. Все, що вербалізовано, — осмислено, але неясно осмислене може і не бути вербалізованим, що є переходом до суб'єктивного несвідомого і навіть до фізіологічного. Взаємовідношення процесуального і змістового з вербалізацією допомагає вивченню свідомості при двомовності. Приклад вербалізація — вербалізація щастя.
Вербальний — такий, що стосується мови та мовлення; словесний.
У педагогіці використовуються поняття «вербальна форма навчання» та «вербалізм у навчанні». Під вербалізмом традиційно розуміється переважання у викладанні словесних догматичних форм, що веде до недооцінки наочних методів навчання.
Вербалізм — 1) спосіб або характер пояснення, поверхневого словесного опису або навчання без опори на реальність, на досвід або конкретні факти; 2) марнослів'я, абстрактні спекулятивні міркування